# Chiara Simionato
Chiara Simionato (Treviso, 4 luglio 1975) è una pattinatrice di velocità su ghiaccio italiana.

## Biografia
Alta 167 cm per 61 kg, risiede a Pieve di Cadore, dove si è trasferita a sei anni dalla sua precedente residenza di Mogliano Veneto.
Ha iniziato a pattinare a 8 anni disputando una gara di short track ai Giochi della Gioventù.
Oggi è una delle migliori pattinatrici italiane della storia, dopo essersi dedicata alla velocità nel 1985.

## Carriera
Entra in nazionale a 15 anni come riserva ai Mondiali juniores e da allora è stato un continuo crescendo che l'ha portata alla vittoria della Coppa del Mondo nel 2005, prima volta di un atleta italiano nella storia di questo sport, oltre a numerosi titoli e primati italiani.
Gareggia per il Gruppo Sportivo Forestale dello Stato.
Nel 2006 ha vinto il bronzo ai mondiali sprint di pattinaggio di velocità a Heerenveen (altra prima volta per la federazione italiana), nei Paesi Bassi. Si è classificata inoltre al secondo posto nei 1000 metri ed al terzo nei 500 metri nella classifica finale di Coppa del Mondo.
Ha stabilito il record italiano sui 500, 1000,1500, combinata sprint 2x500-2x1000, mini 500/1500-1000/3000.
Ha fatto parte della squadra olimpica a Salt Lake City 2002, Torino 2006 e Vancouver 2010.

## Palmarès

### Campionati mondiali di pattinaggio di velocità - Sprint
- 1 medaglia:
  - 1 bronzo (Heerenveen 2006)

### Campionati italiani completi di pattinaggio di velocità
- 7 medaglie:
  - 5 ori (1999, 2000, 2007, 2008, 2009)
  - 1 argento (1997)
  - 1 bronzo (1996)

### Campionati italiani di pattinaggio di velocità - Sprint
- 11 medaglie:
  - 9 ori (1996, 1998, 1999, 2001, 2002, 2003, 2005, 2006, 2008, 2009)
  - 2 argenti (1995, 1997)

### Coppa del mondo
- 2 coppe del mondo - 1000 m (2005 e 2007)
- 1 secondo posto nella classifica dei 1000 m (2006)
- 1 terzo posto nella classifica dei 500 m (2006)
- 1 terzo posto nella classifica dei 1000 m (2004)